# بالاوان

موقع بالاوان في الفلبين

بالاوان : هي مقاطعة في الفلبين. عاصمتها هي بورتو برينسيسا، وتعد أكبر مقاطعة في البلاد من حيث المساحة الكلية. جزر بالاوان تمتد من ميندورو في الشمال الشرقي لجزيرة بورنيو في جنوب غرب البلاد. وتقع بين بحر الصين الجنوبي وبحر سولو. بلغ عدد سكانها 771,667 في عام 2010.
تعتبر بالاوان وحدة من أجمل المناطق السياحية في العالم حتى صنفتها الأمم المتحدة كواحدة من أجمل سبع أجمل مناطق بالعالم ويقصدها كثير من السياح لجمال طبيعتها ومناظرها الخلابة ويعتبر ساحل بالاوان واحد من أجمل السواحل في العالم .

## التقسيمات الإدارية
تتكون بالاوان من 23 بلدية: أبورلان، أغوتايا، أراثا، بالاباك، باتارازا، بوسوانغا، بروكس بوينت، كوليون، كولاميان، كورون، الكيد، ليناباكان، مامبورا، نارات، كيزون، ريزال، روكسانا، سان فيسنتي، تايتاي، كايانغان، كولاميان الكبرى، كليمباو، إل نيدو.
ومدينة واحدة ذات تصنيف حضري: هي مدينة بويرتو برينسيسا.

## أعلام
- جيري أورتيغا

## وصلات خارجية
- صور بالاوان